# Чобалаури
Чобалаури (груз. ჩობალაური) — село в Грузии, на территории Каспского муниципалитета края (мхаре) Шида-Картли.

## География
Село находится в центральной части Грузии, к западу от реки Лехуры, на расстоянии приблизительно 11 километров (по прямой) к северо-западу от города Каспи, административного центра муниципалитета. Абсолютная высота — 793 метра над уровнем моря.

## Население
По результатам официальной переписи населения 2014 года, в Чобалаури проживало 148 человек (69 мужчин и 79 женщин). В национальной структуре населения грузины составляли 88,5 %, осетины — 11,5 %.
| Год  | Население, человек |
| ---- | ------------------ |
| 2002 | 231                |
| 2014 | ↘ 148              |